# Articolo Uno
Articolo Uno (kurz Art.1, deutsch Artikel Eins), ursprünglich genannt Articolo 1 – Movimento Democratico e Progressista (kurz Art.1 – MDP, deutsch Artikel 1 – Demokratische und Progressive Bewegung), war eine linksgerichtete sozialdemokratische Partei in Italien. Sie wurde im Februar 2017 gegründet und entstand aus dem linken Flügel der damaligen Regierungspartei PD. Im Juni 2023 schloss sie sich wieder der PD an.
Parteivorsitzender war von der Gründung bis 2019 Roberto Speranza. Andere führende Parteimitglieder waren der ehemalige PD-Parteivorsitzende und Spitzenkandidat für die Parlamentswahlen in Italien 2013 Pier Luigi Bersani, der ehemalige Ministerpräsident Massimo D’Alema, der ehemalige Regionalpräsident der Region Emilia-Romagna Vasco Errani sowie Arturo Scotto, ehemaliger Abgeordneter der Sinistra Ecologia Libertà (SEL). Zeitweilig gehörte auch der toskanische Regionalpräsident Enrico Rossi Articolo 1 an, er kehrte aber bereits 2019 zur PD zurück.
Gründe für die Abspaltung waren neben dem Führungsstil Matteo Renzis Differenzen über die von Renzi vorgeschlagene und letztlich in einem Referendum gescheiterte Verfassungsreform, die vom linken Flügel kritisch betracht wurde sowie über die richtigen Maßnahmen zur Überwindung der anhaltenden Wirtschaftskrise: Art.1-MDP fordert eine Abkehr von der Austeritäts- und Liberalisierungspolitik der Regierung und verstärkte öffentliche Investitionen. Auch der Name nimmt Bezug auf die Verfassungsreform: Er bezieht sich auf Artikel 1 der italienischen Verfassung, der Italien als „demokratische, auf die Arbeit gegründete Republik“ definiert und das Prinzip der Volkssouveränität festlegt.

## Geschichte
Am 28. Februar 2017 wurde jeweils eine neue Fraktion in der Abgeordnetenkammer und im italienischen Senat gegründet, mit 37 Abgeordneten und 14 Senatoren. Die Deputierten kamen etwa zu gleichen Teilen von der PD und von der Sinistra Italiana (vormals SEL), die Senatoren hingegen ausschließlich von der PD. In den Folgemonaten wuchs die Fraktion im Abgeordnetenhaus auf 44, die im Senat auf 16 Mitglieder an. Damit war Art.1 – MDP zum Ende der 17. Legislatur die viertstärkste Fraktion in der Abgeordnetenkammer (nach der PD, der 5-Sterne-Bewegung (M5S) und Forza Italia) und die fünftstärkste im Senat (hinter Nuovo Centrodestra). Fraktionsvorsitzender in der Abgeordnetenkammer war Francesco Laforgia, im Senat Maria Cecilia Guerra. Auch drei Abgeordnete des Europäischen Parlaments, nämlich Antonio Panzeri, Massimo Paolucci und Flavio Zanonato, traten zu Art.1 – MDP über. Sie gehörten der sozialdemokratischen Fraktion (S&D) an.
Für die Parlamentswahl vom 4. März 2018 bildeten Art.1 – MDP, Sinistra Italiana (Nachfolgerin der SEL, mit linken Abweichlern aus PD und M5S) sowie Possibile, eine gemeinsame Liste, Liberi e Uguali (LeU; „die Freien und Gleichen“) genannt. Diese kam auf 3,4 % der Stimmen für die Abgeordnetenkammer und 3,3 % im Senat. Damit blieb sie deutlich unter den Erwartungen (in Umfragen war mit 5–7 % gerechnet worden). Im Ergebnis verlor Art.1 – MDP einen Großteil ihrer Parlamentsmandate: Von den 14 Abgeordneten der LeU waren 7 Mitglieder von Art.1 – MDP; im Senat war die Partei nur noch mit Vasco Errani und Francesco Laforgia vertreten (LeU hatten insgesamt vier Senatoren). Somit hatte Art.1 – MDP in keiner der beiden Parlamentskammern mehr Fraktionsstatus. Ihre Deputierten gehörten der gemeinsamen LeU-Fraktion an, ihre Senatoren der gemischten Gruppe.
Zur Europawahl 2019 vereinte sich Articolo 1 wieder mit der PD, von der sie sich abgespalten hatte, um einen Sieg der rechten Lega und anderer Anti-EU-Kräfte zu verhindern. Zwei Politikern von Articolo 1 wurden Plätze auf den Listen der PD eingeräumt (Maria Cecilia Guerra als Nr. 9 im Wahlkreis Nordost und Massimo Paolucci auf Nr. 13 im Süden). Angesichts der starken Verluste der PD gelang jedoch keinem der beiden der (Wieder-)Einzug ins Europäische Parlament. Nach der Wahl verließ der Präsident der Region Toskana, Enrico Rossi, Articolo 1 und kehrte zur Partito Democratico zurück. Als Gründe nannte er den neuen Kurs der PD unter dem stärker sozialdemokratisch ausgerichteten Vorsitzenden Nicola Zingaretti sowie den Wunsch nach Einheit des Mitte-links-Lagers angesichts des erstarkten Populismus und Rechtsextremismus.
Von September 2019 bis Oktober 2022 war Articolo 1 durch den Gesundheitsminister Roberto Speranza in der Regierung Conte II und der Regierung Draghi vertreten. Zur Parlamentswahl im September 2022 traten Kandidaten von Articolo Uno auf der von der PD geführten Mitte-links-Liste Italia Democratica e Progressista (PD-IDP) an. So zogen fünf Mitglieder der Partei in die Abgeordnetenkammer ein, im Senat war Articolo Uno seither nicht mehr vertreten. Die Partei rief ihre Mitglieder auf, sich an der offenen Urwahl des PD-Vorsitzenden im Februar 2023 zu beteiligen, die Elly Schlein vom linken Parteiflügel gewann. Im Juni 2023 löste sich Articolo Uno auf und schloss sich wieder der PD an.